# Glösinghausen

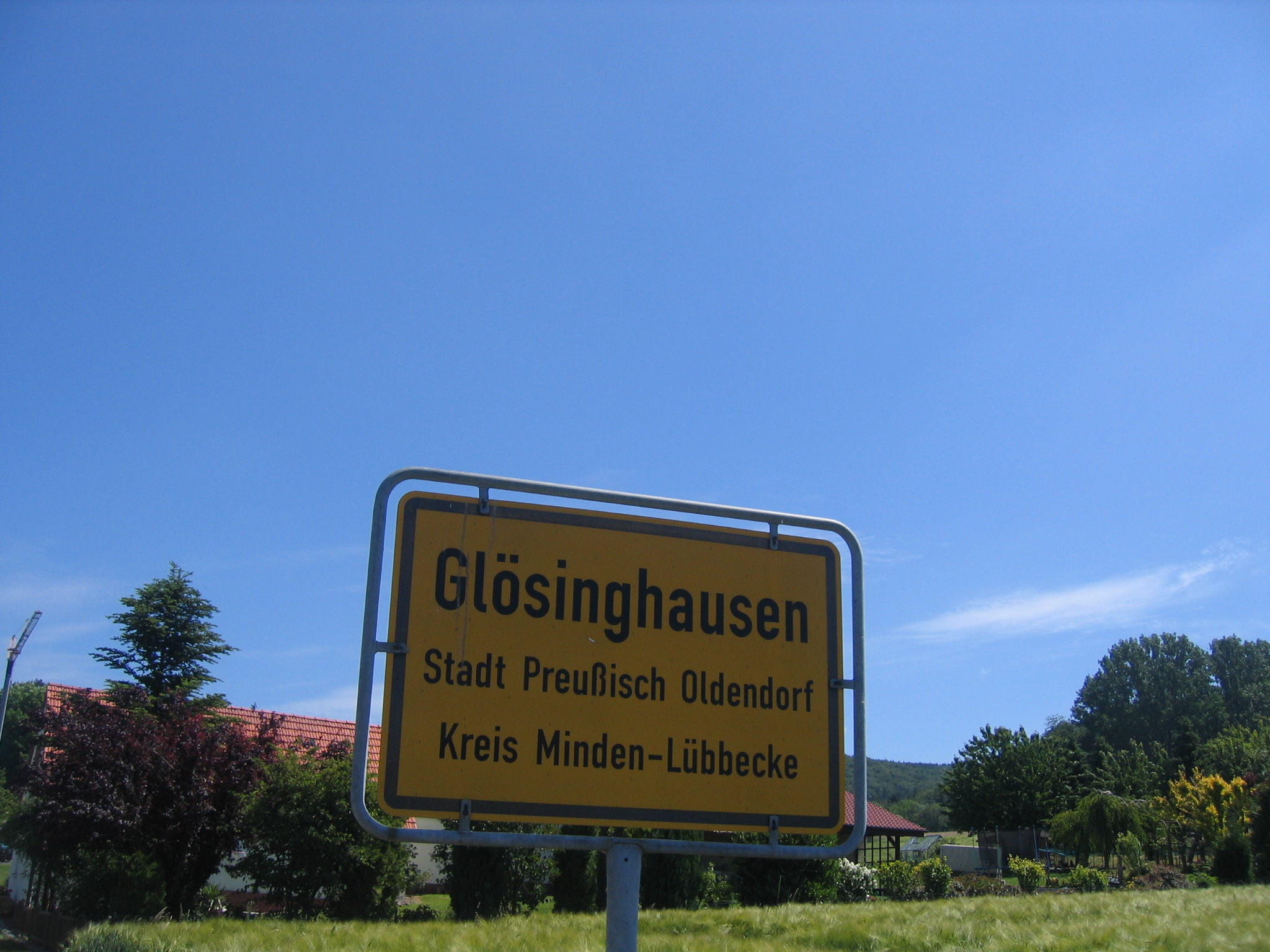
Obschon offiziell kein eigener Stadtteil, verfügt Glösinghausen über eigene Ortseingangsschilder

Lage von Glösinghausen innerhalb des Stadtteils Bad Holzhausen

Glösinghausen ist eine kleine Ortschaft im Kreis Minden-Lübbecke am Nordhang des Wiehengebirges, nah dem Eingang zum Eggetal. 
Landschaftlich liegt es noch im Bereich des Lübbecker Lößlandes. 
Die Häuser des Ortes liegen zwischen 94 und 113 Meter Seehöhe.
Der Ort gehört zur Stadt Preußisch Oldendorf, hat jedoch nicht den Status eines eigenen Stadtteils, sondern gehört administrativ zum Stadtteil Bad Holzhausen.
Glösinghausen ist Namensgeber für den 289 Meter hohen Glösinghauser Berg, der sich rund 1,7 Kilometer südöstlich der Ortschaft im Wiehengebirge erhebt.
Da das Dorf etwas abgelegen liegt, gilt es im Volksmund nicht als Teil Bad Holzhausens. 
Das Dorf besteht aus rund einem Dutzend Häusern und entsprechend vielen Haushalten.
Am Südrand des Dorfes, direkt am Waldrand, liegt der Wanderparkplatz Glösinghausen.
Rund 1,8 Kilometer südlich der Ortschaft, 600 Meter südwestlich des Glösinghauser Berges, im Wiehengebirge, unmittelbar an dem Drei-Gemeinden-Eck Rödinghausen-Hüllhorst-Preußisch Oldendorf (aber gerade noch auf Preußisch Oldendorfer Gebiet), liegt die Glösinghauser Hütte. Bei dieser Hütte, direkt am Wittekindsweg, handelt es sich faktisch um eine einfache Wetterschutzhütte, quasi einen Unterstand. Die Hütte liegt unmittelbar am trigonometrischen Punkt 239,2.

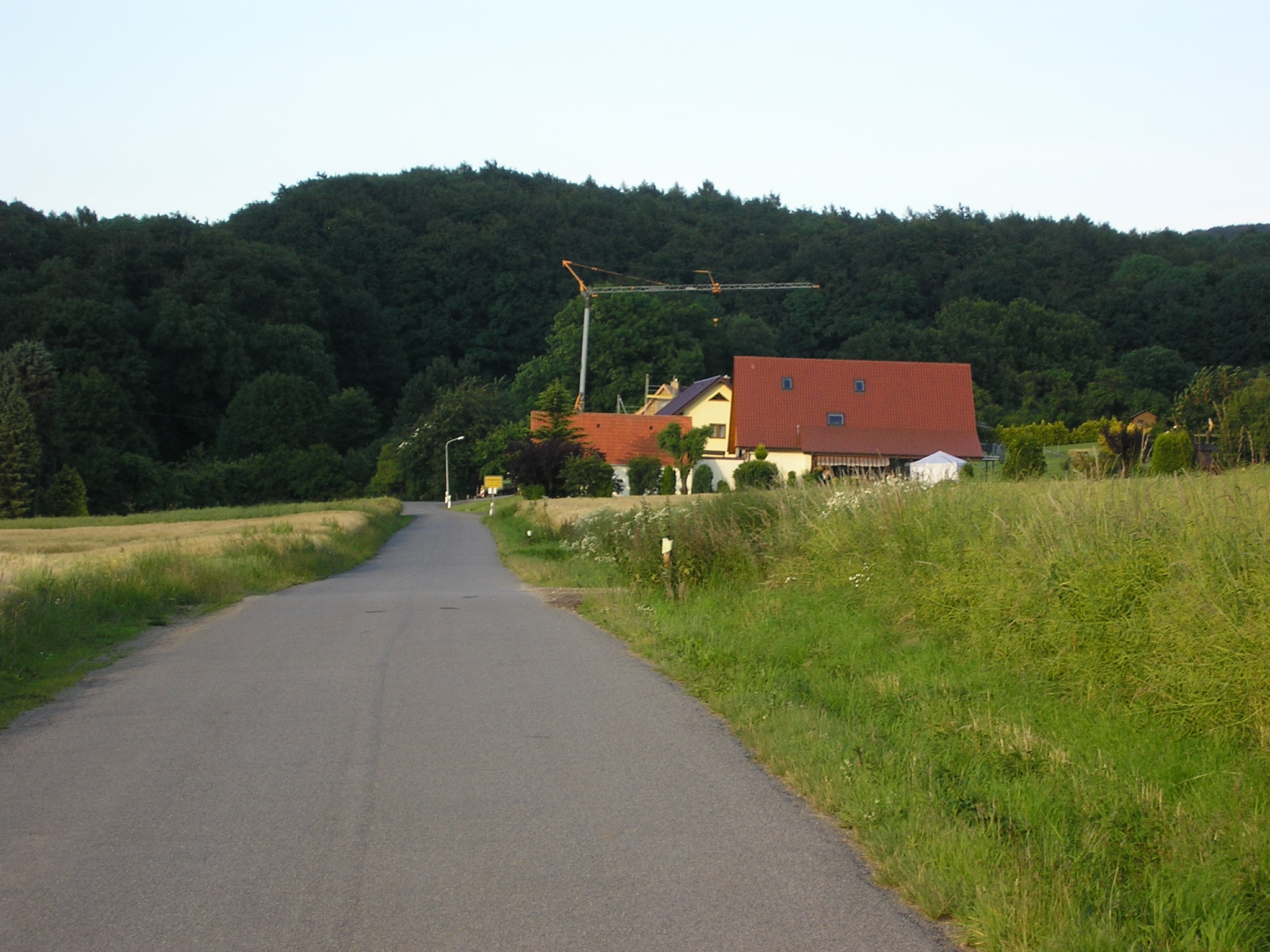
Teile des Ortes von Westen aus betrachtet. Im Hintergrund das Wiehengebirge
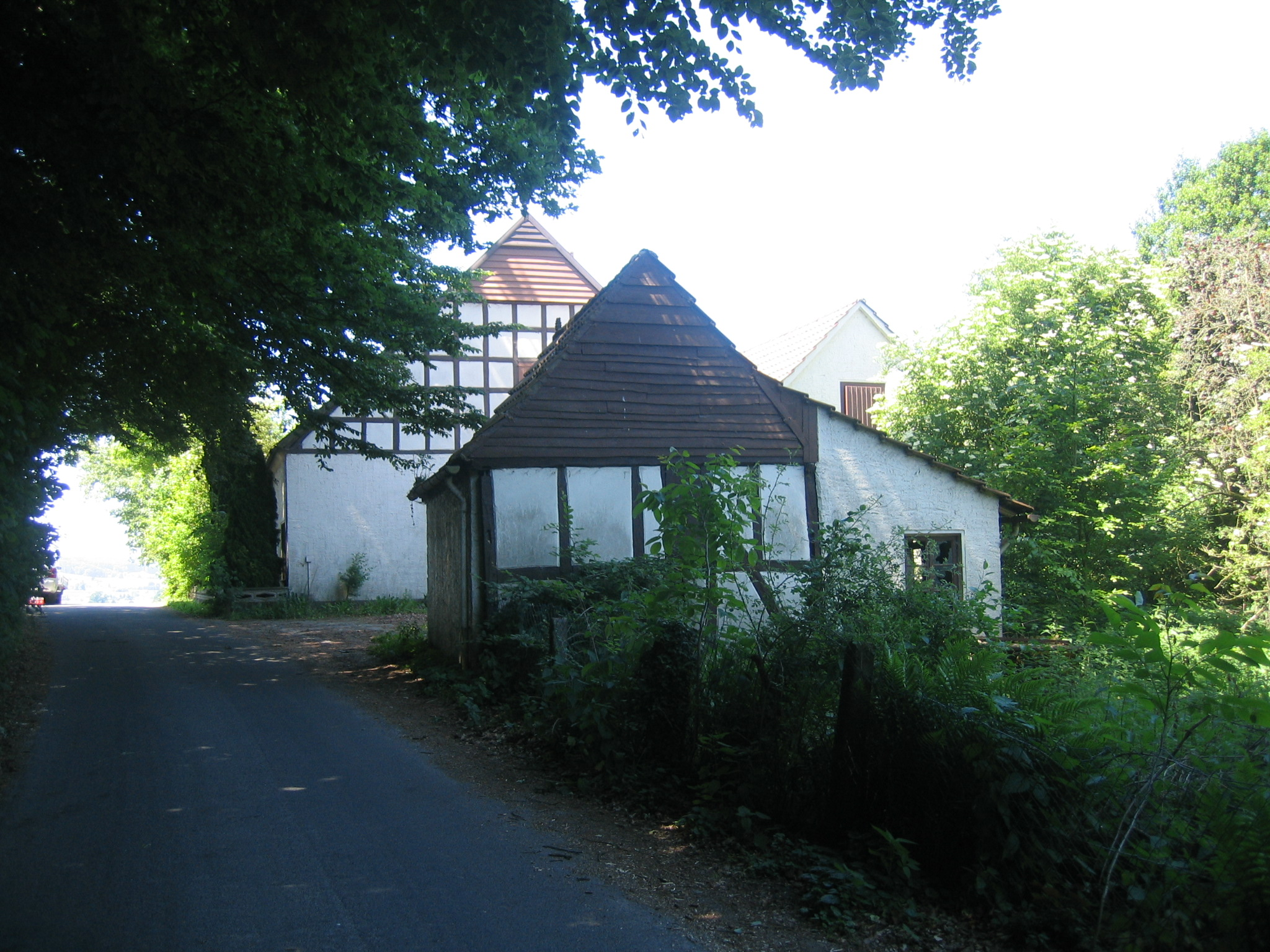
Fachwerkhaus in Glösinghausen
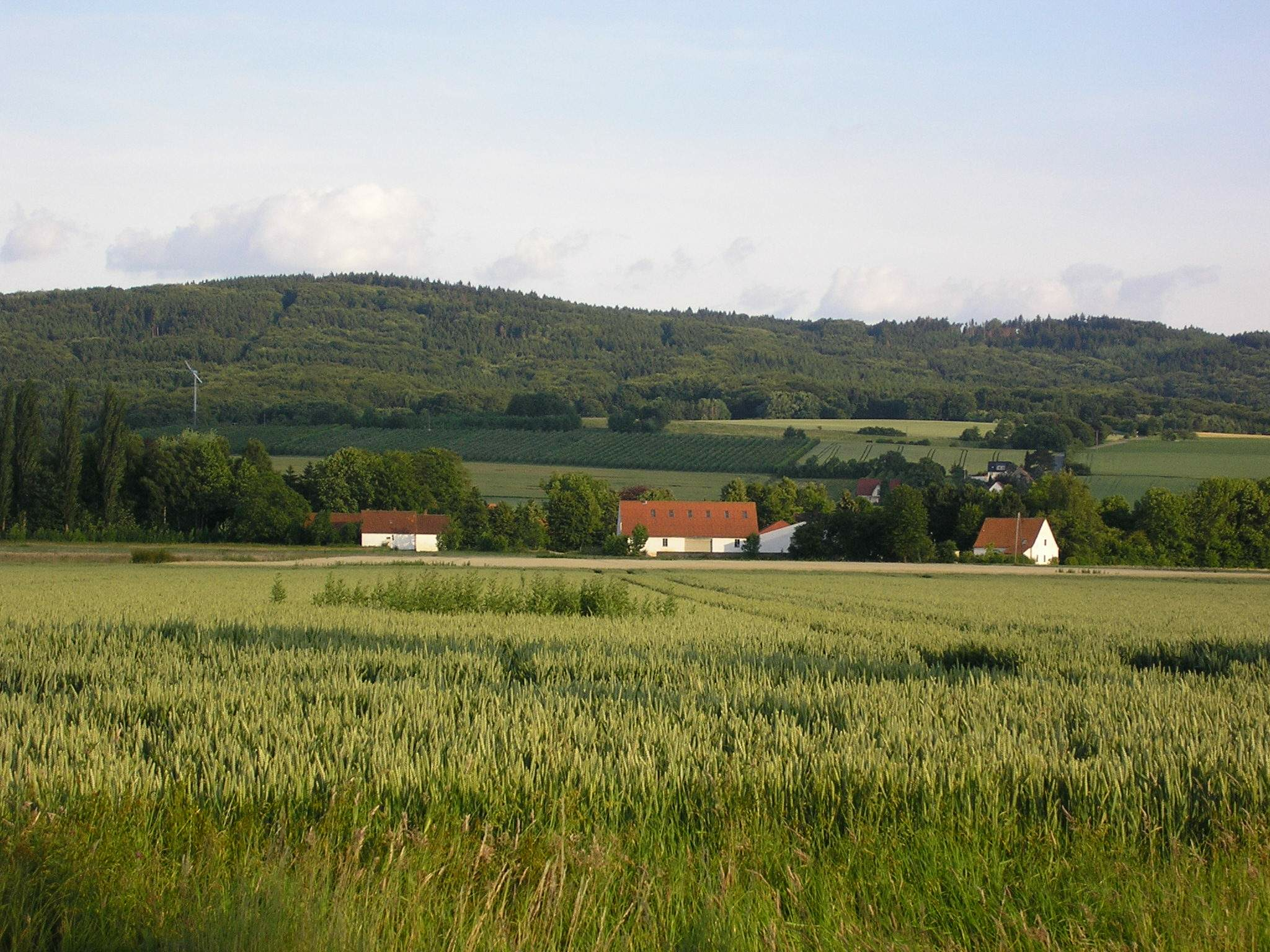
Glösinghausen umgebende Felder und Fluren

Koordinaten: 52° 16′ 18,2″ N, 8° 32′ 23,6″ O